# Đặng Thanh Ngân
Đặng Thanh Ngân (sinh ngày 3 tháng 9 năm 1999) là một Á hậu, người mẫu người Việt Nam. Cô từng đạt được thành tích Á hậu 2 Hoa hậu Đại dương Việt Nam 2017. Cô được chỉ định làm đại diện Việt Nam tại Hoa hậu Siêu quốc gia 2023 và xuất sắc đạt được danh hiệu Á hậu 4 của cuộc thi.

## Tiểu sử
Đặng Thanh Ngân sinh ngày 3 tháng 9 năm 1999 tại Sóc Trăng, cô từng theo học tại trường Đại học Cần Thơ nhưng cô đã tạm gác lại. Ngoài ra, cô từng tham gia khóa đào tạo diễn viên sân khấu chuyên nghiệp tại sân khấu kịch Hồng Vân. Cô từng đăng quang danh vị Hoa khôi Sinh viên Thanh lịch TP Cần Thơ 2017.

## Sự nghiệp

### Hoa hậu Đại dương Việt Nam 2017
Thanh Ngân lần đầu tham gia cuộc thi sắc đẹp vào năm 2017 với cuộc thi Hoa hậu Đại dương Việt Nam 2017. Vào đêm chung kết cô đã đăng quang với vị trí Á hậu 2.

### Sự nghiệp khác
Cô từng đoạt giải Ngôi sao danh vọng Leading Star 2018. Với đam mê học kịch, cô đã tham gia vào một khóa đào tạo diễn viên sân khấu chuyên nghiệp tại sân khấu kịch Hồng Vân. Năm 2022, cô đã có cho mình vai diễn kịch đầu tiên.

### Hoa hậu Siêu quốc gia 2023
Năm 2023, cô được thông báo bổ nhiệm thành đại diện Việt Nam tại Hoa hậu Siêu quốc gia được tổ chức tại Ba Lan vào ngày 14 tháng 7 năm 2023. Vào đêm chung kết của cuộc thi, cô đã đạt được danh hiệu Á hậu 4 cùng giải phụ Supra Fan-Vote.

## Thành tích
- Á hậu 2 Hoa hậu Đại dương Việt Nam 2017
- Á hậu 4 Hoa hậu Siêu quốc gia 2023 cùng các giải phụ:
  - Supra Fan-Vote
  - Winner Facebook Supra Influencer